# Premio Hans Christian Andersen de Literatura
No debe confundirse con los Premios Hans Christian Andersen
El Premio Hans Christian Andersen de Literatura (Hans Christian Andersen Litteraturpris) es un premio literario bienal dotado con una escultura en bronce basada en el cuento «El patito feo», realizada por Stine Ring Hansen, más un diploma y 500 000 coronas danesas (54 000 euros) concedido por una fundación privada en colaboración con el Ayuntamiento de Odense.
El premio de 2010 fue entregado por la princesa María Isabel de Dinamarca, mientras que el de 2012 fue entregado por el entonces príncipe heredero Federico de Dinamarca.

## Ganadores
- 2007: Paulo Coelho (honorífico)
- 2010: J. K. Rowling[3]
- 2012: Isabel Allende[4]
- 2014: Salman Rushdie[2]
- 2016: Haruki Murakami
- 2018: A. S. Byatt
- 2022: Karl Ove Knausgård
- 2024: Margaret Atwood